# Raúl Arsenio Oviedo
Raúl Arsenio Oviedo é uma cidade do Paraguai, Departamento Caaguazú. Possui uma população de 1.616 habitantes.

## Transporte
O município de Raúl Arsenio Oviedo é servido pela seguinte rodovia:
- Caminho em rípio ligando a cidade de Nueva Toledo ao município de Doctor J. Eulogio Estigarribia[1][2][3]